# Friedo Huber
Friedo Huber (* 4. Juni 1929 in Nürnberg; † 22. September 2021) war ein deutscher Chemiker und Hochschullehrer.

## Leben
Friedo Huber wurde am 4. Juni 1929 in Nürnberg geboren. Im Jahr 1949 erlangte er die Hochschulreife am Oberrealgymnasium in Nördlingen und entschied sich für ein Studium im Fach Chemie. Er studierte sowohl an der Ludwig-Maximilians-Universität München als auch an der Karl-Franzens-Universität Graz. Von 1955 bis 1956 arbeitete er an seiner Diplomarbeit über die Chemie des Stickstofftrifluorids, die er erfolgreich verteidigte. Anschließend widmete er sich im Rahmen seiner Doktorarbeit unter Martin Schmeißer der Elektrofluorierung stickstoffhaltiger Verbindungen und wurde 1959 an der LMU München mit Auszeichnung promoviert. Er habilitierte 1966 an der RWTH Aachen, erhielt die Venia Legendi und wurde zum Privatdozenten ernannt. 1969 wurde Huber als ordentlicher Professor Inhaber des Lehrstuhls für Anorganische Chemie II an der neu gegründeten Universität Dortmund. Im Jahre 1994 wurde er emeritiert. Daneben war er unter anderem von 1969 bis 1975 Mitglied des Senats der Universität Dortmund, von 1976 bis 1977 Dekan der Abteilung Chemie der Universität Dortmund und von 1977 bis 1982 Vorsitzender der Fachgruppe „Chemieunterricht“ der Gesellschaft Deutscher Chemiker.

## Wissenschaftliches Werk
In der Grundlagenforschung widmete sich Friedo Huber der Synthese, strukturellen Charakterisierung und Untersuchung der biologischen Aktivität von Organometallverbindungen der Elemente der 4. und 5. Hauptgruppe, einem zu jener Zeit sehr aktuellen Bereich der Anorganischen Chemie. Er beschäftigte sich weiterhin mit der Präparation und Koordinationschemie von Organoelementverbindungen und Untersuchungen zur Struktursystematik. Diese Forschungsarbeit führte zu zweihundert Veröffentlichungen in renommierten Fachzeitschriften sowie sechs Patenten.

## Schriften
Auszug aus seinen Veröffentlichungen:
- F. Huber: Koordinationschemie von Organometallverbindungen der Elemente der Gruppe IVb. In: Angewandte Chemie. 77 (1965), S. 1084–108S; Angewandte Chemie, intern. Edit. 4 (1965), S. 1089
- F. Huber: Zur Chemie und Stabilität der Blei(IV)-Verbindungen. In: Angewandte Chemie. 79 (1967), S. 585; Angewandte Chemie, intern. Edit. 6 (1967), S. 572
- F. Huber, M. Schmeißer: Chlor, Brom, Jod. In: G. Brauer (Hrsg.): Handbuch der präparativen anorganischen Chemie. 3. Aufl., Band 1. – Stuttgart 1975, S. 288–346
- F. Huber, U. Schmidt, H. Kirchmann: Aqueous chemistry of organolead and organothallium compounds in the presence of microorganisms. In: ACS Symposium Senes. 82 (1978), S. 65–81
- F. Huber: Non vitae, sed scholae discimus – Zur Situation des Chemieunterrichts. In: Nachrichten aus Chemie, Technik und Laboratorium, 28 (1980), S. 569
- F. Huber: Pb. Organolead compounds. Part 1: Tetramethyllead. In: W. Petz (Hrsg.): Gmelin handbook of inorganic chemistry. 8. Aufl. – Berlin 1987. XII, 194 S